# 衆愚政治
衆愚政治（しゅうぐせいじ、英語: ochlocracy/mobocracy）とは、政治思想または政治体制の一種である。古代ギリシアにおいて、失敗した民主政を揶揄して用いられた蔑称である。暴民政治（ぼうみんせいじ）とも呼ばれる。

## 概要
プラトンやアリストテレス、ローマの歴史家ポリビオスらは前5～前4世紀のアテナイの徹底した民主政治を、教養の無い貧民が政治を支配した結果として失政を重ねたものとした。仮に有権者がその社会において尊敬されるに十分とされる政治的な教養を受けていたとしても、コミュニティに適切な指導者（リーダーシップ）が欠如している状況を指す。また互譲（譲り合い）や合意形成に失敗し、政策が停滞したり愚かな政策が実行される状況を指す。この場合、各々が積極的利益を追求した結果としてのみ衆愚政治に陥るわけでなく、例えば偏見からくる信念や恐怖からの逃避、困難や不快さの回避や意図的な無視、他人まかせの機会主義、課題の先延ばしなどによって合理的な意思形成に失敗する政治状況を指す。
社会的判断力が不十分な多くの市民が意思決定に参加することで議論が停滞したり、扇動者の詭弁に誘導されて意思形成を行い、合理的ではない政策執行に至る場合がある。また知的訓練を受けた僭主による利益誘導や、地縁・血縁からくる心理的な同調、刹那的で深い考えに基づかない怒りや恐怖、嫉妬、見せかけの正しさや大義、あるいは利己的な欲求などさまざまな誘引に導かれ意思決定を行うことで、コミュニティ全体が不利益を被る政治状況を指す。また場の空気を忖度することで構成員の誰もが望んでいないことや、誰もが不可能だと考えていることに合意することがある。
大衆論の見地によれば、大衆を構成する個々の人格の高潔さや知性にも拘らず総体としての大衆は群集性（衆愚性）を示現する可能性がある。衆議を尽くすことでしばしば最悪のタイミングで最悪の選択を合意することがあり、リーダーシップ論や意思決定における「合意」の難しさは重要な論点となる。近代民主主義制度においては意思形成（人民公会）と意思決定（執政権）を分離することでこの問題を回避しようとするが、独裁と民主的統制の均衡において十分に機能しないことがある。

## 主な例
歴史上、最初に衆愚政治と看做され、当代および後世の批判となったのは、古代ギリシアの都市国家アテナイである。アテナイにおける衆愚政治は、上記の問題に加えて、公職を籤引きで決定するというシステムによって、専門的な知識が欠落している者ですら国家の重職に就く場合があるという問題を孕んでいた。世界で最初に民主主義をなした国家が衆愚政治に堕した事は皮肉であり、民主主義の最大の欠点を表していると言えるが、同時に世界最初であるがゆえに、まだ民主主義のシステムが洗練されていなかった事も考慮する必要がある。
- ペロポネソス戦争（紀元前460年―紀元前445年）の後期、メロス島事件（紀元前415年）を発端としてアテナイ海軍がシラクサ攻略を目指し紀元前415年にシケリア島遠征に出発したが大失敗に終わり、紀元前413年に敗報が届くとアテナイ市民は混乱し、逃げ帰った正真正銘の兵士らの報告を聞いても長い間信じようとしなかった。やがて真実であると判明すると市民たちは自分たちの投票を棚上げにして政治家を非難し神託や予言に憤りを投げつけた。これを機に寡頭政治を樹立する動きがおき10人からなる先議委員制度が設けられ、これはのちの「400人会」となって結実する反動勢力の先駆となった[2]。
- プラトンは、「民主政」は「衆愚政治」に陥る可能性があるとして、「哲人政治」の妥当性を主張した。
- 中近世においてはポーランド・リトアニア共和国における「黄金の自由」に基づく自由拒否権の存在。
- ナチス・ドイツにおいて、国民社会主義ドイツ労働者党（ナチス党）を率いたアドルフ・ヒトラーは、ヴァイマル共和政でのヴァイマル憲法（1919年公布）下における民主主義が政局や経済混乱を招いているとして、これを「衆愚政治」と捉え、「民主主義の否定」と「指導者への服従、独裁の利点」を主張し、煽動や民族的な怒りやテロなどに訴えたが、最終的には間接民主制による選挙という合法手段によって、政権と絶対権力を樹立し、民主主義は崩壊した。エーリヒ・フロムは著書でこの国民心理を「自由からの逃走」と呼んだ[注 1]。

- 政治学者の丸山眞男は、第二次世界大戦敗戦前の日本の支配体系[注 2]を「無責任の体系」と呼んでいる[3]。
- イギリスの首相、ウィンストン・チャーチルは「独裁政治への魅力」を戒め、「民主主義は最悪の政治といえる。これまで試みられてきた民主主義以外の全ての政治体制を除けばだが」と述べた。